# Prasophyllum sargentii
Prasophyllum sargentii är en orkidéart som först beskrevs av William Henry Nicholls, och fick sitt nu gällande namn av Alexander Segger George. Prasophyllum sargentii ingår i släktet Prasophyllum och familjen orkidéer. Inga underarter finns listade i Catalogue of Life.